# Kanton Mantes-la-Ville
Kanton Mantes-la-Ville (fr. Canton de Mantes-la-Ville) je francouzský kanton v departementu Yvelines v regionu Île-de-France. Skládá se ze čtyř obcí.

## Obce kantonu
- Buchelay
- Magnanville
- Mantes-la-Ville
- Rosny-sur-Seine